# Agilulf
Agilulf (auch „Agilolf“, „Egilulf“, „Egilolf(f)“, „Egilof(f)“, „Agiulf(us)“, „Aiulfus“, „Agrivulfus“ und andere Varianten; abgekürzt: „Agilo“, „Egilo“, auch als Ableitung „Elolf(f)“ oder „Ehelolff“) ist ein alt-westgermanischer Personenname.
Wie bei germanischen Namen der Spätantike und des Frühmittelalters üblich, variiert die Schreibung des Namens in den (meist römischen) Quellen stark. Der Name setzt sich zusammen aus Agis, was Furcht oder Schrecken bedeutet, und Wolf.
Agilulf ist der Leitname des Adelsgeschlechtes der Agilolfinger. Zu diesem gehörten vielleicht:
- Agiulf (Warne) († 457), von den Westgoten eingesetzter Herrscher der Sueben im galicischen Suebenreich, teils geführt als Stammvater
- Agilulf (Suebe) (Mitte 5. Jahrhundert), Fürst der Sueben im galicischen Suebenreich, eventuell mit dem ersten identisch
- Agilulf (Meaux)
- Agilulf von Metz, Bischof von Metz (590–601)
- Agilulf (Langobarde) († 615)
- Agilolf (7. Jahrhundert), Angehöriger des bayerischen Zweigs der Agilolfinger

Agilulf bzw. eine der Varianten ist außerdem der Name folgender historischer Persönlichkeiten:
- Agilo (Heermeister), römischer Heermeister alamannischer Abstammung in der 2. Hälfte des 4. Jahrhunderts
- Agilolf von Köln († um 750), Bischof von Köln
- Egilulf (859–894), Bischof von Mantua
- Egilolf (Hersfeld), Abt der Reichsabtei Hersfeld (963–970)
- Egilolf (Salzburg) († 939), Aribone, Erzbischof von Salzburg (935–939)
- Egilolf (Priester), Sohn von Pfalzgraf Hartwig I. von Bayern
- Agilulf von Bobbio, Abt von Bobbio von 883 bis 896
- Agiulf (Halberstadt) († 894), Bischof in Halberstadt (886–894)
- Egilolf von Pfullingen (* vor 990)
- Egelolf (Eichstätt), Bischof von Eichstätt (1171–1182)
- Hans Ehelolf, Altertumsforscher (1881–1939)
- Egilolf